# Freesia verrucosa
Freesia verrucosa är en irisväxtart som först beskrevs av B.Vogel, och fick sitt nu gällande namn av Peter Goldblatt och John Charles Manning. Freesia verrucosa ingår i släktet Freesia och familjen irisväxter. Inga underarter finns listade i Catalogue of Life.

## Bildgalleri

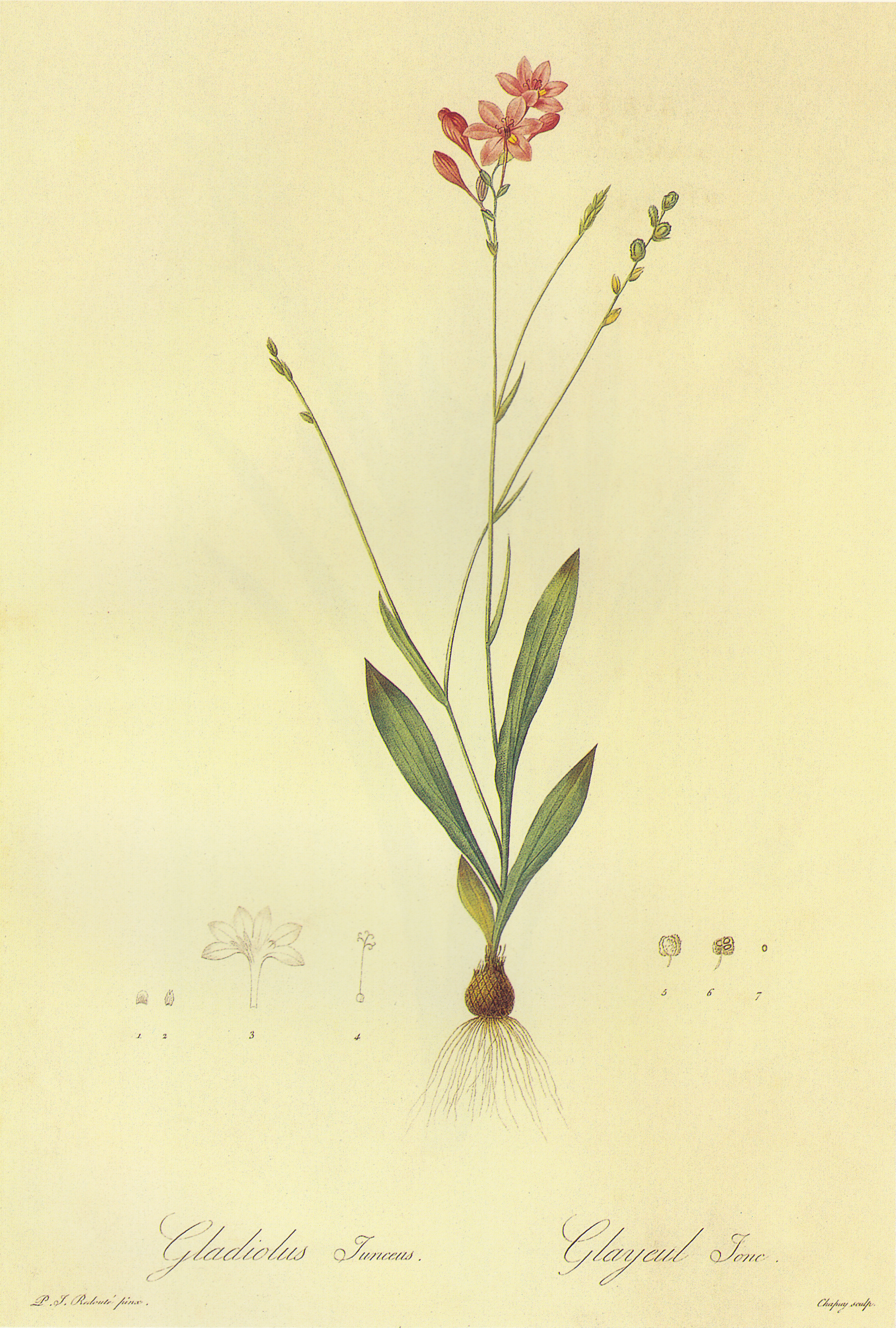